# Distretto di Chinchero
Il distretto di Chinchero è uno dei sette distretti della  provincia di Urubamba, in Perù. Si trova nella regione di Cusco.